# Mimi (futebolista)
Tamires Santos de Souza (São Paulo, 20 de novembro de 1991), mais conhecida como Mimi, é uma futebolista profissional brasileira, que atua como zagueira. A atleta possui um tricampeonato da Copa Libertadores da América. Atualmente, é jogadora do São Paulo.

## Carreira
Mimi começou jogando em uma escolinha de futsal, quando tinha 12 anos. Sua carreira no futebol iniciou em 2008, no Centro Olímpico, em São Paulo. Jogou pelo XV de Piracicaba de 2011 à 2013. Foi contratada pelo Kindermann em 2014, onde atuou por um ano. Em 2015 foi anunciada como novo reforço do Ferroviária, junto com a companheira de time Cacau. Até finalmente entrar para o time do Audax em 2016. Alguns meses após a contratação de Mimi, o Corinthians e o Audax anunciaram uma parceria e se tornaram um time único, usando de ambos os clubes para treinar e jogar.
Em 2022, foi anunciada como novo reforço do São Paulo.

## Títulos

### Ferroviária
- Copa Libertadores da América: 2015

### Corinthians/Audax
- Copa do Brasil: 2016
- Copa Libertadores da América: 2017

### Corinthians
- Campeonato Brasileiro: 2018, 2020
- Copa Libertadores da América: 2019
- Campeonato Paulista: 2019, 2020